# Еџертон (Минесота)
Еџертон (енгл. Edgerton) град је у америчкој савезној држави Минесота.

## Демографија
По попису из 2010. године број становника је 1.189, што је 156 (15,1%) становника више него 2000. године.
| Група             | 2000.         | 2010.         |
| Белци             | 1.021 (98,8%) | 1.120 (94,2%) |
| Афроамериканци    | 0 (0,0%)      | 3 (0,3%)      |
| Азијати           | 3 (0,3%)      | 10 (0,8%)     |
| Хиспаноамериканци | 7 (0,7%)      | 43 (3,6%)     |
| Укупно            | 1.033         | 1.189         |